# Перейра да Силва, Даниэлли
Даниэлли Перейра да Силва (порт. Danielli Pereira da Silva, также известная как Дани (порт. Dani); 21 января 1987, Итамбакури, Минас-Жерайс) — бразильская футболистка, полузащитница.

## Биография

### Клубная карьера
В первой половине карьеры выступала за бразильские клубы «Жувентус», «Сантос», «XV де Пирасикаба», «Сан-Жозе». В составе последнего в 2013 году стала победительницей женского Кубка Либертадорес, вице-чемпионкой Бразилии и вице-чемпионкой штата Сан-Паулу.
В 2014 году вместе с ещё двумя бразильскими футболистками, Коки и Амандой, перешла в российский клуб «Кубаночка». Дебютный матч в чемпионате России сыграла 11 мая 2014 года против клуба «Рязань-ВДВ», заменив на 72-й минуте Снежану Кемрюгову. Свой первый гол в высшей лиге забила 31 августа 2014 года, принеся своей команде победу над клубом «Звезда-2005» (1:0). Всего за два сезона в краснодарском клубе сыграла 25 матчей и забила 3 гола в чемпионате страны. Стала двукратной финалисткой Кубка России (2014, 2015).
Вернувшись в Бразилию, снова стала играть за «Сантос». Становилась чемпионкой Бразилии (2017), чемпионкой (2018) и вице-чемпионкой (2016, 2017) штата Сан-Паулу, финалисткой Кубка Либертадорес (2018).

### Карьера в сборной
В составе молодёжной (до 20 лет) сборной Бразилии стала чемпионкой Южной Америки и бронзовым призёром чемпионата мира 2006 года в своём возрасте. На мировом молодёжном первенстве выходила на поле в 6 матчах.
Призывалась в национальную сборную Бразилии, к моменту старта летней Олимпиады 2012 года сыграла за неё 9 матчей. На Олимпиаде-2012 во всех матчах оставалась в запасе.